# Tipula jacksoniana
Tipula jacksoniana är en tvåvingeart som beskrevs av Alexander 1956. Tipula jacksoniana ingår i släktet Tipula och familjen storharkrankar.
Artens utbredningsområde är Uganda. Inga underarter finns listade i Catalogue of Life.